# Монастырищенский машиностроительный завод
Монастырищенский машиностроительный завод — промышленное предприятие в городе Монастырище Монастырищенского района Черкасской области Украины.

## История
В ходе Великой Отечественной войны 23 июля 1941 Монастырище было оккупировано наступавшими немецкими войсками, 10 марта 1944 года - освобождено частями 42-й гвардейской стрелковой дивизии РККА. Началось восстановление хозяйства, и на месте разрушенного гитлеровцами сахарного завода был построен машиностроительный завод.
С 1955 года завод начал выпуск оборудования для предприятий сахарной промышленности и автоцистерн, с 1961 года - паровых и водогрейных котлов. В годы семилетки (1965 - 1965 гг.) завод значительно увеличил объём выпуска продукции (с 660 тыс. рублей в 1959 году до 3,71 млн. рублей в 1965 году (в результате, в 1965 году 230 рабочих завода получили персональное звание ударников коммунистического труда).
В 1970 году численность работников завода составляла 694 человека, общая стоимость выпущенной продукции - 8,9 млн. рублей. А в 1971 году завод выпустил 1160 котлов.
В 1977 году заводу было присвоено звание "имени 60-летия Октября", 12 марта 1981 года он был награждён орденом Трудового Красного Знамени.
В целом, в советское время Монастырищенский ордена Трудового Красного Знамени машиностроительный завод имени 60-летия Октября входил в число ведущих предприятий райцентра.
После провозглашения независимости Украины государственное предприятие было преобразовано в открытое акционерное общество. В 2002 году завод перешёл в собственность промышленной группы "Генерація".
По состоянию на октябрь 2014 года, завод входил в число пяти крупнейших действующих промышленных предприятий на территории города Монастырище и Монастырищенского района, но к 2017 году его положение осложнилось.
В августе 2019 года банда подростков проникла на территорию завода и разгромила кузнечно-штамповочный цех (было выведено из строя электрооборудование стоимостью 500 тыс. гривен). В результате, завод был надолго выведен из строя.

## Деятельность
В состав предприятия входят проектное бюро по проектированию паровых котлов, цеха основного производства, административные помещения, автотранспортная служба и служба сервисного обслуживания и ремонта.
Завод специализируется на технической разработке, производстве и сбыте промышленных паровых и водогрейных котлов, котельных установок, а также вспомогательного котельного оборудования.